# Michelle (Lied)
Michelle ist ein von Paul McCartney geschriebener Popsong der Band The Beatles. Die Ballade erschien 1965 auf ihrem sechsten Studioalbum Rubber Soul.

## Entstehung
Text und Komposition stammen hauptsächlich aus der Feder von Paul McCartney, obwohl das Stück wie zu Beatles-Zeiten üblich dem Autorenteam Lennon/McCartney zugeschrieben wurde.
Zu dem Lied, dessen Text zum Teil auf Französisch ist, inspirierte McCartney ein Student, der auf einer Party Gitarre spielte und dazu ein französisches Lied sang. Fasziniert von der Pariser Bohémienszene, die in den frühen 1960er Jahren angesagt war, begann Paul McCartney etwa im September 1965 an dem Stück zu arbeiten. Da er der französischen Sprache nur begrenzt mächtig war, bat er die in Islington lebende Jan Vaughan, Französischlehrerin und Frau seines ehemaligen, vielleicht besten Schulkameraden Ivan Vaughan (später Altphilologe in London), durch den er John Lennon kennengelernt hatte, um Hilfe. Jan Vaughan hatte auch die Idee, den Namen Michelle zu verwenden.
Paul McCartney dazu: „Ich sagte: ‚Ich mag den Namen Michelle. Können Sie sich etwas auf Französisch vorstellen, das sich auf Michelle reimt?‘ Und sie sagte: ‚Ma belle.‘ Ich sagte: ‚Was bedeutet das?‘ ‚Meine Schöne.‘ Ich sagte: ‚Das ist gut, ein Liebeslied, großartig.‘ Wir begannen einfach zu reden, und ich sagte: ‚diese Worte passen gut zusammen, wie heißt das auf Französisch?‘ ‚Sont les mots qui vont très bien ensemble.‘ Ich sagte: ‚In Ordnung, das würde passen.‘ Sie half mir ein bisschen bei der Aussprache, und das war es. Ich bekam das von Jan, und Jahre später schickte ich ihr einen Scheck.“
Die Harmonien des Liedes waren laut McCartney mitinspiriert von einem Gitarrenverkäufer in Liverpool namens Jim Gretty (der Akkord ‚F-dement‘) und vom Lied Along Came Jones von der Gruppe The Coasters. Laut McCartney war Michelle auch beeinflusst von dem im Verlauf immer langsamer gesungenen Lied Milord von Edith Piaf, das um 1959 ein großer Hit war.

## Aufnahme
Aufgenommen wurde das Stück in der üblichen Besetzung am 3. November 1965 in den Abbey Road Studios in London mit John Lennon und George Harrison an der Akustikgitarre, McCartney am Bass und Ringo Starr am Schlagzeug. Lennon und Harrison sangen die Hintergrundstimmen ein. Das von George Harrison gespielte Gitarrensolo in der Mitte und am Ende des Lieds wurde nach eigenen Angaben vom Produzenten George Martin geschrieben. Im Jahr 1967 gewann das Lied den Grammy Award als Song des Jahres.
Die Abmischungen des Liedes erfolgten am 9. November 1965 in Mono und in Stereo, eine weitere Monoabmischung erfolgte am 15. November. Bei der US-Monoversion (Abmischung vom 9. November 1965) von Michelle ist die Perkussionbegleitung mehr in den Vordergrund gemischt und das Lied ist etwas länger.

## Veröffentlichungen
- Am 7. Dezember 1965 erschien in Deutschland das zehnte Beatles-Album Rubber Soul, auf dem Michelle enthalten ist. In Großbritannien wurde das Album bereits am 3. Dezember 1965 veröffentlicht, dort war es das sechste Beatles-Album.
- Am 21. Januar 1966 wurde in Deutschland die Single Michelle / Girl veröffentlicht.[8]
- In Großbritannien erschien am 8. Juli 1966 die EP Nowhere Man, auf der sich Michelle befindet.
- Am 6. April 1973 erschien das Kompilationsalbum 1962–1966, auf dem sich auch Michelle befindet.
- Am 10. November 2023 wurde das Kompilationsalbum 1962–1966 erneut wiederveröffentlicht. Auf diesem befindet sich Michelle in einer von Giles Martin und Sam Okell 2023 neu abgemischten Version.

## Kommerzieller Erfolg

### Chartplatzierungen
Die Originalversion der Beatles wurde in Großbritannien nicht als Single veröffentlicht. Dagegen war es in anderen europäischen Ländern sehr erfolgreich und erreichte unter anderem in Frankreich und Norwegen Platz 1. In Deutschland kam Michelle im März 1966 auf Platz 6.
In Großbritannien nahmen die Overlanders 1966 eine Folkversion von Michelle auf und veröffentlichten sie als Single. Sie erreichten damit Platz 1 der britischen Charts und konnten sich auch in anderen europäischen Ländern platzieren, allerdings schlechter als das Original der Beatles.
In den USA und Kanada wurde eine Version des Duos David & Jonathan veröffentlicht, die in Kanada Platz 1 und in den USA Platz 18 der Hitparaden erreichte. In Großbritannien kam diese Version bis auf Platz 11.
| ChartsChartplatzierungen | Höchstplatzierung | Monate |
| ------------------------ | ----------------- | ------ |
| Deutschland (GfK)        | 6 (4 Mt.)         | 4      |
| Österreich (Ö3)          | 3 (3 Mt.)         | 3      |

| ChartsJahrescharts (1966) | Platzierung |
| ------------------------- | ----------- |
| Deutschland (GfK)         | 7           |

### Auszeichnungen für Musikverkäufe
| Land/Region                  | Auszeichnungen für Musikverkäufe (Land/Region, Auszeichnung, Verkäufe) | Verkäufe |
| ---------------------------- | ---------------------------------------------------------------------- | -------- |
| Vereinigtes Königreich (BPI) | Silber                                                                 | 200.000  |
| Insgesamt                    | 1× Silber ·                                                            | 200.000  |

Hauptartikel: The Beatles/Auszeichnungen für Musikverkäufe

## Sonstiges

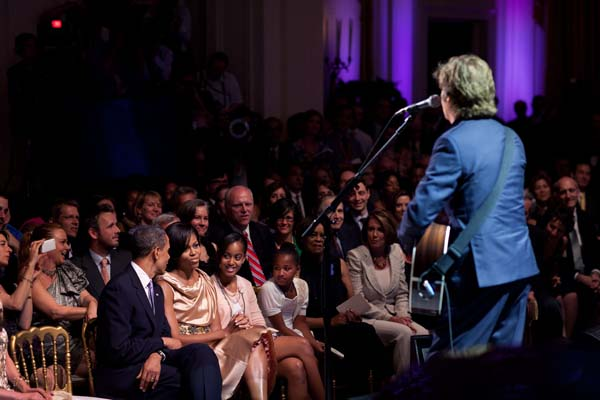
Paul McCartney im Weißen Haus, 2010

Am 2. Juni 2010 trat Paul McCartney im Weißen Haus auf und sang das Lied Michelle in Anwesenheit der First Lady Michelle Obama.